# Lepidofagia

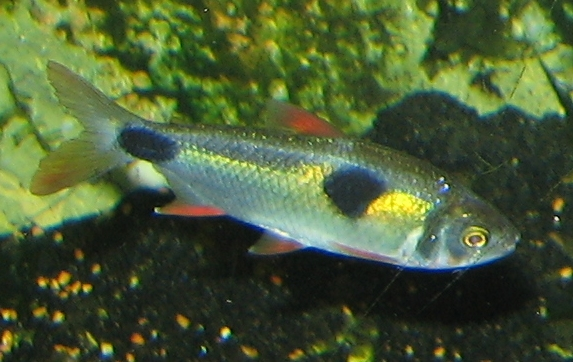
Exodon paradoxus, un pesce lepidofago

La lepidofagia è un comportamento animale relativo alla predazione specializzato nel nutrirsi delle scaglie dei pesci.

È una caratteristica specifica dei pesci, registrata in almeno 5 famiglie di pesci d'acqua dolce e in 7 di pesci d'acqua salata. 
Le scaglie dei pesci sono un'ottima fonte nutritiva, in quanto comprendendo gli strati di cheratina e smalto, così come una parte cutanea e uno strato di muco sono estremamente ricche di proteine e fosfato di calcio. Tuttavia i pesci lepidofaghi non hanno grandi dimensioni (difficilmente queste specie superano i 12 cm di lunghezza) e ciò è dovuto alla grande quantità di energia spesa per procurarsi solo poche scaglie ad ogni attacco (ogni specie ha sviluppato tecniche differenti per strappare scaglie alle prede). Cibo che comunque è sempre disponibile, essendo una parte rinnovabile velocemente e soprattutto parte integrante dell'epidermide della quasi totalità dei pesci.

## Specie lepidofaghe
Alcune specie lepidofage sono:  Chanda nama (Ambassidae), Terapon jarbua (Terapontidae), alcune specie della famiglia di pesci d'acqua marina Ariidae), alcune specie di piranha, come Catoprion mento, Exodon paradoxus e pesci del genere Roeboides (Characidae), e ancora Perissodus eccentricus, Perissodus microlepis, Plecodus elaviae, Plecodus multidentatus, Plecodus paradoxus e Plecodus straeleni (appartenenti alla famiglia Cichlidae)